# Coupe d'Afrique des nations de football 2000
Navigation
Burkina Faso 1998 Mali 2002
La Coupe d'Afrique des nations de football 2000 a eu lieu conjointement au Ghana et au Nigeria du 22 janvier au 13 février 2000, et a été remporté par le Cameroun.
À l'origine elle devait être organisée par le Zimbabwe, mais un an avant le début de la compétition, la CAF a décidé de leur retirer l'organisation, en raison des retards constatés dans la construction ou la rénovation des stades. La candidature conjointe du Ghana et du Nigeria pour reprendre l'organisation a été acceptée. C'était la première fois de l'histoire qu'une compétition majeure de football était organisée par deux nations en même temps (avant l'Euro 2000 et la Coupe du monde de football de 2002).

## Qualifications

### Nations qualifiées

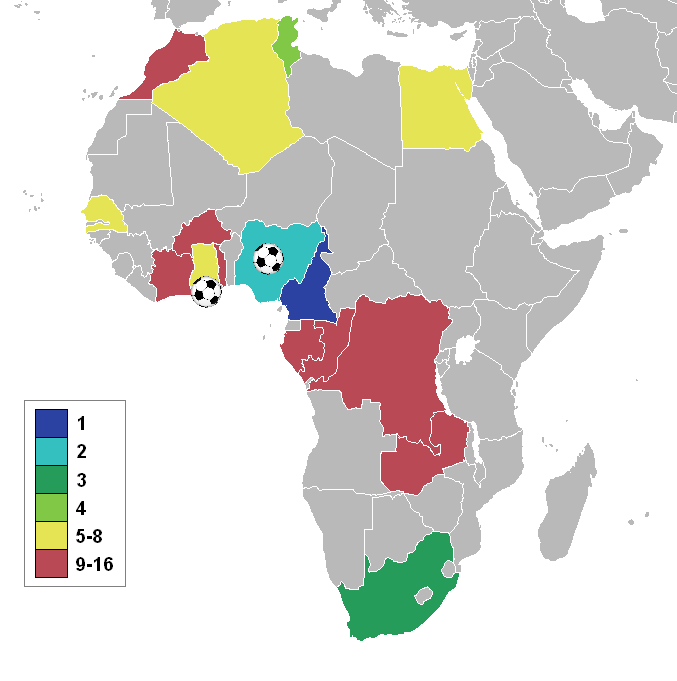
Pays qualifiés

Classées par leur nombre de participations à la CAN.
- Égypte (17e participation à la CAN)
- Côte d'Ivoire (14e participation)
- Ghana (13e participation)
- RD Congo (12e participation)
- Algérie (11e participation)
- Cameroun (11e participation)
- Nigeria (11e participation)
- Zambie (10e participation)
- Maroc (9e participation)
- Tunisie (9e participation)
- Sénégal (7e participation)
- Congo (5e participation)
- Burkina Faso (4e participation)
- Togo (4e participation)
- Afrique du Sud (3e participation)
- Gabon (3e participation)

## Tournoi final

### Participants
| Groupe A - Cameroun - Côte d'Ivoire - Ghana - Togo | Groupe B - Afrique du Sud - Algérie - Gabon - RD Congo | Groupe C - Burkina Faso - Égypte - Sénégal - Zambie | Groupe D - Congo - Maroc - Nigeria - Tunisie |

### Stades
- Accra Sports Stadium (Accra)
- Kumasi Sports Stadium (Kumasi)
- National Stadium (Lagos)
- Sani Abacha Stadium (Kano)

### Premier tour

#### Groupe A
1re journée
| 22 janvier 2000 | Ghana    | 1 – 1 | Cameroun | Accra Sports Stadium, Accra                  |                                              |
| 16:00           | Ayew 57e |       | 19e Foé  | Spectateurs : 45 000 Arbitrage : Ali Bujsaim | Spectateurs : 45 000 Arbitrage : Ali Bujsaim |

| 24 janvier 2000 | Côte d'Ivoire   | 1 – 1 | Togo       | Accra Sports Stadium, Accra                         |                                                     |
| 16:00           | Guel 38e (pen.) |       | 19e Ouadja | Spectateurs : 13 000 Arbitrage : Tessema Hailemalak | Spectateurs : 13 000 Arbitrage : Tessema Hailemalak |

2e journée
| 27 janvier 2000 | Ghana               | 2 – 0 | Togo | Accra Sports Stadium, Accra                           |                                                       |
| 16:00           | Ayew 28e · Addo 37e |       |      | Spectateurs : 30 000 Arbitrage : Abderrahim El Arjoun | Spectateurs : 30 000 Arbitrage : Abderrahim El Arjoun |

| 28 janvier 2000 | Cameroun                           | 3 – 0 | Côte d'Ivoire | Accra Sports Stadium, Accra                  |                                              |
| 19:45           | Kalla 29e · Eto'o 45e · M'Boma 90e |       |               | Spectateurs : 5 000 Arbitrage : Mourad Daami | Spectateurs : 5 000 Arbitrage : Mourad Daami |

3e journée
| 31 janvier 2000 | Ghana | 0 – 2 | Côte d'Ivoire       | Accra Sports Stadium, Accra                        |                                                    |
| 16:00           |       |       | 45e Kalou · 84e Sié | Spectateurs : 40 000 Arbitrage : Gamal Al-Ghandour | Spectateurs : 40 000 Arbitrage : Gamal Al-Ghandour |

| 31 janvier 2000 | Cameroun | 0 – 1 | Togo         | Kumasi Sports Stadium, Kumasi                     |                                                   |
| 16:00           |          |       | 18e Tchangaï | Spectateurs : 2 000 Arbitrage : Olufunmi Olaniyan | Spectateurs : 2 000 Arbitrage : Olufunmi Olaniyan |

| Place | Pays          | Pts | J | G | N | P | Buts + | Buts - | Diff. |
| 1er   | Cameroun      | 4   | 3 | 1 | 1 | 1 | 4      | 2      | +2    |
| 2e    | Ghana         | 4   | 3 | 1 | 1 | 1 | 3      | 3      | 0     |
| 3e    | Côte d'Ivoire | 4   | 3 | 1 | 1 | 1 | 3      | 4      | -1    |
| 4e    | Togo          | 4   | 3 | 1 | 1 | 1 | 2      | 3      | -1    |

#### Groupe B
1re journée
| 23 janvier 2000 | Afrique du Sud               | 3 – 1 | Gabon       | Shiva N'Zigou, Kumasi                              |                                                    |
| 19:45           | Ngobe 43e · Bartlett 55e 78e |       | 21e N'zigou | Spectateurs : 20 000 Arbitrage : Gamal Al-Ghandour | Spectateurs : 20 000 Arbitrage : Gamal Al-Ghandour |

| 24 janvier 2000 | RD Congo | 0 – 0 | Algérie | Kumasi Sports Stadium, Kumasi                 |                                               |
| 19:45           |          |       |         | Spectateurs : 7 000 Arbitrage : Manuel Duarte | Spectateurs : 7 000 Arbitrage : Manuel Duarte |

2e journée
| 27 janvier 2000 | Afrique du Sud | 1 – 0 | RD Congo | Kumasi Sports Stadium, Kumasi                     |                                                   |
| 19:45           | Bartlett 44e   |       |          | Spectateurs : 3 500 Arbitrage : Olufunmi Olaniyan | Spectateurs : 3 500 Arbitrage : Olufunmi Olaniyan |

| 29 janvier 2000 | Algérie                              | 3 – 1 | Gabon          | Kumasi Sports Stadium, Kumasi                    |                                                  |
| 19:45           | Ghazi 12e · Tasfaout 41e · Dziri 89e |       | 89e Mbanangoyé | Spectateurs : 5 000 Arbitrage : Isaak Abdulkadir | Spectateurs : 5 000 Arbitrage : Isaak Abdulkadir |

3e journée
| 2 février 2000 | Afrique du Sud | 1 – 1 | Algérie       | Kumasi Sports Stadium, Kumasi                      |                                                    |
| 16:00          | Bartlett 2e    |       | 53e Moussouni | Spectateurs : 2 000 Arbitrage : Tessema Hailemalak | Spectateurs : 2 000 Arbitrage : Tessema Hailemalak |

| 2 février 2000 | RD Congo | 0 – 0 | Gabon | Accra Sports Stadium, Accra                          |                                                      |
| 16:00          |          |       |       | Spectateurs : 2 000 Arbitrage : Abderrahim El Arjoun | Spectateurs : 2 000 Arbitrage : Abderrahim El Arjoun |

| Place | Pays           | Pts | J | G | N | P | Buts + | Buts - | Diff. |
| 1er   | Afrique du Sud | 7   | 3 | 2 | 1 | 0 | 5      | 2      | +3    |
| 2e    | Algérie        | 5   | 3 | 1 | 2 | 0 | 4      | 2      | +2    |
| 3e    | RD Congo       | 2   | 3 | 0 | 2 | 1 | 0      | 1      | -1    |
| 4e    | Gabon          | 1   | 3 | 0 | 1 | 2 | 2      | 6      | -4    |

#### Groupe C
1re journée
| 23 janvier 2000 | Égypte                     | 2 – 0 | Zambie | Sani Abacha Stadium, Kano                     |                                               |
| 18:30           | Radwan 37e · H. Hassan 50e |       |        | Spectateurs : 18 000 Arbitrage : Coffi Codjia | Spectateurs : 18 000 Arbitrage : Coffi Codjia |

| 25 janvier 2000 | Burkina Faso | 1 – 3 | Sénégal                          | Sani Abacha Stadium, Kano                             |                                                       |
| 17:00           | Sanou 65e    |       | 4e Camara · 45e Sarr · 86e Keîta | Spectateurs : 12 000 Arbitrage : Abdel Hakim Shelmani | Spectateurs : 12 000 Arbitrage : Abdel Hakim Shelmani |

2e journée
| 28 janvier 2000 | Égypte        | 1 – 0 | Sénégal | Sani Abacha Stadium, Kano                         |                                                   |
| 18:30           | H. Hassan 39e |       |         | Spectateurs : 30 000 Arbitrage : Petros Mathabela | Spectateurs : 30 000 Arbitrage : Petros Mathabela |

| 29 janvier 2000 | Zambie   | 1 – 1 | Burkina Faso  | Sani Abacha Stadium, Kano                            |                                                      |
| 18:30           | Lota 16e |       | 90e Ouédraogo | Spectateurs : 5 000 Arbitrage : Abdel Hakim Shelmani | Spectateurs : 5 000 Arbitrage : Abdel Hakim Shelmani |

3e journée
| 2 février 2000 | Égypte                                                       | 4 – 2 | Burkina Faso           | Sani Abacha Stadium, Kano                                 |                                                           |
| 17:00          | Salah Hosny 30e · H. Hassan 75e (pen.) · Ramzy 85e · Ali 90e |       | 10e Koudou · 24e Sanou | Spectateurs : 17 000 Arbitrage : Pierre Alain Mounguengui | Spectateurs : 17 000 Arbitrage : Pierre Alain Mounguengui |

| 2 février 2000 | Zambie                           | 2 – 2 | Sénégal                | National Stadium, Lagos                      |                                              |
| 17:00          | Chilembe 52e · Bwalya 87e (pen.) |       | 47e Camara · 80e Mbaye | Spectateurs : 2 000 Arbitrage : Alex Quartey | Spectateurs : 2 000 Arbitrage : Alex Quartey |

| Place | Pays         | Pts | J | G | N | P | Buts + | Buts - | Diff. |
| 1er   | Égypte       | 9   | 3 | 3 | 0 | 0 | 7      | 2      | +5    |
| 2e    | Sénégal      | 4   | 3 | 1 | 1 | 1 | 5      | 4      | +1    |
| 3e    | Zambie       | 2   | 3 | 0 | 2 | 1 | 3      | 5      | -2    |
| 4e    | Burkina Faso | 1   | 3 | 0 | 1 | 2 | 4      | 8      | -4    |

#### Groupe D
1re journée
| 23 janvier 2000 | Nigeria                         | 4 – 2 | Tunisie                | National Stadium, Lagos                     |                                             |
| 16:00           | Okocha 28e 58e · Ikpeba 71e 77e |       | 49e Sellimi · 90e Baya | Spectateurs : 80 000 Arbitrage : Alain Sars | Spectateurs : 80 000 Arbitrage : Alain Sars |

| 25 janvier 2000 | Maroc      | 1 – 0 | Congo | National Stadium, Lagos                      |                                              |
| 19:30           | Bassir 85e |       |       | Spectateurs : 8 000 Arbitrage : Alex Quartey | Spectateurs : 8 000 Arbitrage : Alex Quartey |

2e journée
| 28 janvier 2000 | Nigeria | 0 – 0 | Congo | National Stadium, Lagos                            |                                                    |
| 16:00           |         |       |       | Spectateurs : 60 000 Arbitrage : Felix Tangawarima | Spectateurs : 60 000 Arbitrage : Felix Tangawarima |

| 29 janvier 2000 | Tunisie | 0 – 0 | Maroc | National Stadium, Lagos                      |                                              |
| 16:00           |         |       |       | Spectateurs : 5 000 Arbitrage : Falla N'Doye | Spectateurs : 5 000 Arbitrage : Falla N'Doye |

3e journée
| 3 février 2000 | Nigeria                   | 2 – 0 | Maroc | National Stadium, Lagos                       |                                               |
| 17:00          | George 28e · Aghahowa 81e |       |       | Spectateurs : 60 000 Arbitrage : Coffi Codjia | Spectateurs : 60 000 Arbitrage : Coffi Codjia |

| 3 février 2000 | Tunisie   | 1 – 0 | Congo | Sani Abacha Stadium, Kano                    |                                              |
| 17:00          | Jaïdi 18e |       |       | Spectateurs : 12 000 Arbitrage : Ali Bujsaim | Spectateurs : 12 000 Arbitrage : Ali Bujsaim |

| Place | Pays    | Pts | J | G | N | P | Buts + | Buts - | Diff. |
| 1er   | Nigeria | 7   | 3 | 2 | 1 | 0 | 6      | 2      | +4    |
| 2e    | Tunisie | 4   | 3 | 1 | 1 | 1 | 3      | 4      | -1    |
| 3e    | Maroc   | 4   | 3 | 1 | 1 | 1 | 1      | 2      | -1    |
| 4e    | Congo   | 1   | 3 | 0 | 1 | 2 | 0      | 2      | -2    |

### Tableau final
|  | Quarts de finale | Quarts de finale | Quarts de finale | Quarts de finale |          |          | Demi-finales | Demi-finales | Demi-finales                  | Demi-finales                  |                               |                               | Finale  | Finale  | Finale | Finale |
|  |                  |                  |                  |                  |          |          |              |              |                               |                               |                               |                               |         |         |        |        |
|  |                  |                  |                  |                  |          |          |              |              |                               |                               |                               |                               |         |         |        |        |
|  |                  |                  |                  |                  |          |          |              |              |                               |                               |                               |                               |         |         |        |        |
|  | Nigeria          | Nigeria          | 2ap              | 2ap              |          |          |              |              |                               |                               |                               |                               |         |         |        |        |
|  | Nigeria          | Nigeria          | 2ap              | 2ap              |          |          |              |              |                               |                               |                               |                               |         |         |        |        |
|  | Sénégal          | Sénégal          | 1                | 1                |          |          |              |              |                               |                               |                               |                               |         |         |        |        |
|  | Sénégal          | Sénégal          | 1                | 1                | Nigeria  | Nigeria  | 2            | 2            |                               |                               |                               |                               |         |         |        |        |
|  |                  |                  |                  |                  | Nigeria  | Nigeria  | 2            | 2            |                               |                               |                               |                               |         |         |        |        |
|  |                  |                  | Afrique du Sud   | Afrique du Sud   | 0        | 0        |              |              |                               |                               |                               |                               |         |         |        |        |
|  | Afrique du Sud   | Afrique du Sud   | Afrique du Sud   | Afrique du Sud   | 0        | 0        | 1            | 1            |                               |                               |                               |                               |         |         |        |        |
|  | Afrique du Sud   | Afrique du Sud   |                  |                  |          |          |              | 1            |                               |                               |                               |                               |         |         |        |        |
|  | Ghana            | Ghana            | 0                | 0                |          |          |              |              |                               |                               |                               |                               |         |         |        |        |
|  | Ghana            | Ghana            | 0                | 0                | Nigeria  | Nigeria  | 2ap (3)      | 2ap (3)      |                               |                               |                               |                               |         |         |        |        |
|  |                  |                  |                  |                  | Nigeria  | Nigeria  | 2ap (3)      | 2ap (3)      |                               |                               |                               |                               |         |         |        |        |
|  |                  |                  | Cameroun         | Cameroun         | 2 tab(4) | 2 tab(4) |              |              |                               |                               |                               |                               |         |         |        |        |
|  | Cameroun         | Cameroun         | Cameroun         | Cameroun         | 2 tab(4) | 2 tab(4) | 2            | 2            |                               |                               |                               |                               |         |         |        |        |
|  | Cameroun         | Cameroun         |                  |                  |          |          |              |              |                               |                               |                               |                               |         |         |        |        |
|  | Algérie          | Algérie          | 1                | 1                |          |          |              |              |                               |                               |                               |                               |         |         |        |        |
|  | Algérie          | Algérie          | 1                | 1                | Cameroun | Cameroun | 3            | 3            | Match pour la troisième place | Match pour la troisième place | Match pour la troisième place | Match pour la troisième place |         |         |        |        |
|  |                  |                  |                  |                  | Cameroun | Cameroun | 3            | 3            | Match pour la troisième place | Match pour la troisième place | Match pour la troisième place | Match pour la troisième place |         |         |        |        |
|  |                  |                  | Tunisie          | Tunisie          | 0        | 0        |              |              |                               |                               |                               |                               |         |         |        |        |
|  | Égypte           | Égypte           | Tunisie          | Tunisie          | 0        | 0        | 0            | 0            |                               |                               |                               |                               |         |         |        |        |
|  | Égypte           | Égypte           |                  |                  |          |          |              | 0            |                               |                               | Afrique du Sud                | Afrique du Sud                | 2ap (4) | 2ap (4) |        |        |
|  | Tunisie          | Tunisie          | 1                | 1                |          |          |              |              |                               |                               | Afrique du Sud                | Afrique du Sud                | 2ap (4) | 2ap (4) |        |        |
|  | Tunisie          | Tunisie          | 1                | 1                | Tunisie  | Tunisie  | 2 tab(3)     | 2 tab(3)     |                               |                               |                               |                               |         |         |        |        |
|  |                  |                  |                  |                  |          |          |              |              |                               |                               |                               |                               |         |         |        |        |

#### Quarts de finale
| 6 février 2000 | Cameroun           | 2 - 1 | Algérie      | Accra Sports Stadium, Accra                   |                                               |
| 16:00          | Eto'o 7e · Foé 24e |       | 79e Tasfaout | Spectateurs : 15 000 Arbitrage : Falla N'Doye | Spectateurs : 15 000 Arbitrage : Falla N'Doye |

| 6 février 2000 | Afrique du Sud | 1 – 0 | Ghana | Kumasi Sports Stadium, Kumasi                 |                                               |
| 19:30          | Nomvete 42e    |       |       | Spectateurs : 40 000 Arbitrage : Mourad Daami | Spectateurs : 40 000 Arbitrage : Mourad Daami |

| 7 février 2000 | Égypte | 0 – 1 | Tunisie          | Sani Abacha Stadium, Kano                   |                                             |
| 16:00          |        |       | 22e (pen.) Badra | Spectateurs : 12 000 Arbitrage : Alain Sars | Spectateurs : 12 000 Arbitrage : Alain Sars |

| 7 février 2000 | Nigeria          | 2 – 1 a. p. | Sénégal   | National Stadium, Lagos                            |                                                    |
| 19:00          | Aghahowa 85e 92e |             | 7e Fadiga | Spectateurs : 60 000 Arbitrage : Felix Tangawarima | Spectateurs : 60 000 Arbitrage : Felix Tangawarima |

#### Demi-finales
| 10 février 2000 | Nigeria           | 2 – 0 | Afrique du Sud | National Stadium, Lagos                            |                                                    |
| 16:30           | Babangida 1re 34e |       |                | Spectateurs : 60 000 Arbitrage : Gamal Al-Ghandour | Spectateurs : 60 000 Arbitrage : Gamal Al-Ghandour |

| 10 février 2000 | Cameroun                   | 3 – 0 | Tunisie | Accra Sports Stadium, Accra                 |                                             |
| 18:30           | M'Boma 49e 85e · Eto'o 81e |       |         | Spectateurs : 6 000 Arbitrage : Ali Bujsaim | Spectateurs : 6 000 Arbitrage : Ali Bujsaim |

#### Match pour la3eplace
| 12 février 2000 | Afrique du Sud                                             | 2 – 2 a. p.       | Tunisie                                              | Accra Sports Stadium, Accra                  |                                              |
| 16:00           | Bartlett 11e · Nomvete 62e                                 |                   | 27e 89e Zitouni                                      | Spectateurs : 1 000 Arbitrage : Coffi Codjia | Spectateurs : 1 000 Arbitrage : Coffi Codjia |
| 16:00           | Nomvete · Mkhalele · Tinkler · Bartlett · Moshoeu · Bapela | Tirs au but 4 – 3 | Chihi · Jaziri · Gabsi · Boukadida · Badra · Zitouni | Spectateurs : 1 000 Arbitrage : Coffi Codjia | Spectateurs : 1 000 Arbitrage : Coffi Codjia |

#### Finale
| 13 février 2000 | Nigeria                                  | 2 – 2 a. p.       | Cameroun                            | National Stadium, Lagos                       |                                               |
| 16:00           | Chukwu 45e · Okocha 47e                  |                   | 26e Eto'o · 31e M'Boma              | Spectateurs : 60 000 Arbitrage : Mourad Daami | Spectateurs : 60 000 Arbitrage : Mourad Daami |
| 16:00           | Okocha · Okpara · Kanu · Ikpeba · Oliseh | Tirs au but 3 – 4 | M'Boma · Wome · Geremi · Foé · Song | Spectateurs : 60 000 Arbitrage : Mourad Daami | Spectateurs : 60 000 Arbitrage : Mourad Daami |

### Classement final
| 1re | Cameroun       |
| 2e  | Nigeria        |
| 3e  | Afrique du Sud |
| 4e  | Tunisie        |
| 5e  | Égypte         |
| 6e  | Algérie        |
| 7e  | Sénégal        |
| 8e  | Ghana          |
| 9e  | Côte d'Ivoire  |
| 10e | Togo           |
| 11e | Maroc          |
| 12e | RD Congo       |
| 13e | Zambie         |
| 14e | Congo          |
| 15e | Burkina Faso   |
| 16e | Gabon          |

### Résumé par équipe
| Équipe         | Matches | Victoires | Nuls | Défaites | BP | BC | Diff. | Progression             |
| -------------- | ------- | --------- | ---- | -------- | -- | -- | ----- | ----------------------- |
| Cameroun       | 6       | 3         | 2    | 1        | 11 | 5  | +6    | Vainqueur               |
| Nigeria        | 6       | 4         | 2    | 0        | 12 | 5  | +7    | Finaliste               |
| Afrique du Sud | 6       | 3         | 2    | 1        | 10 | 8  | +2    | Demi-finale (troisième) |
| Tunisie        | 6       | 2         | 2    | 2        | 6  | 9  | -3    | Demi-finale (quatrième) |
| Égypte         | 4       | 3         | 0    | 1        | 7  | 3  | +4    | Quart-finale            |
| Algérie        | 4       | 1         | 2    | 1        | 5  | 4  | +1    | Quart-finale            |
| Sénégal        | 4       | 1         | 1    | 2        | 6  | 6  | 0     | Quart-finale            |
| Ghana          | 4       | 1         | 1    | 2        | 3  | 4  | -1    | Quart-finale            |
| Côte d'Ivoire  | 3       | 1         | 1    | 1        | 3  | 4  | -1    | Premier Tour            |
| Togo           | 3       | 1         | 1    | 1        | 2  | 3  | -1    | Premier Tour            |
| Maroc          | 3       | 1         | 1    | 1        | 1  | 2  | -1    | Premier Tour            |
| RD Congo       | 3       | 0         | 2    | 1        | 0  | 1  | -1    | Premier Tour            |
| Zambie         | 3       | 0         | 2    | 1        | 3  | 5  | -2    | Premier Tour            |
| Congo          | 3       | 0         | 1    | 2        | 0  | 2  | -2    | Premier Tour            |
| Burkina Faso   | 3       | 0         | 1    | 2        | 4  | 8  | -4    | Premier Tour            |
| Gabon          | 3       | 0         | 1    | 2        | 2  | 6  | -4    | Premier Tour            |

### Équipe type de la compétition
| Gardien        | Défenseurs                                                | Milieux                                                        | Attaquants                    |
| -------------- | --------------------------------------------------------- | -------------------------------------------------------------- | ----------------------------- |
| Nader El-Sayed | Pape Malick Diop Khaled Badra Rigobert Song Mohamed Emara | Billel Dziri Lauren Étamé Mayer Jay-Jay Okocha Khalilou Fadiga | Patrick M'Boma Shaun Bartlett |

### Meilleurs buteurs
- Shaun Bartlett  Afrique du Sud (5 buts)
- Patrick Mboma  Cameroun (4 buts)
- Samuel Eto'o  Cameroun (4 buts)